# Malyn
Malyn (tiếng Ukraina: Малин) là một thành phố của Ukraina. Thành phố này thuộc tỉnh Zhytomyr. Thành phố này có diện tích ? km2, dân số theo điều tra dân số năm 2001 là 28113 người.